# Asalto al cine
Asalto al cine è un film del 2011 diretto da Iria Gómez Concheiro.

## Trama
Quattro amici nel quartiere Guerrero di Città del Messico, alle prese con la dura realtà urbana. Tutto il giorno vagano senza meta per le strade della periferia, s'incontrano in non-luoghi privi d'umanità a cui cercano di dare colore con i loro graffiti. A casa li attendono le madri, ignare, mentre i padri sono assenti. Per uscire dalla noia, organizzano una rapina con armi giocattolo alla cassa di un cinema, studiando il piano fin nei minimi dettagli come veri professionisti del crimine.
Il film è un atto d'accusa della società messicana che non aiuta i giovani a sviluppare in modo costruttivo il loro talento.

## Riconoscimenti
- Cartagena de Indias International Film Festival 2011
  - Miglior attore
- Guadalajara International Film Festival 2011
  - Mayahuel Award